# Iona Brown
Iona Brown (7. januar 1941 – 5. juni 2004) var en engelsk violinist og dirigent.
Fra 1997 og til sin død var hun chefdirigent for Sønderjyllands Symfoniorkester.